# Марсело Троббіані
Марсело Антоніо Троббіані Угетто (ісп. Marcelo Antonio Trobbiani Ughetto, нар. 17 лютого 1955, Касільда, Аргентина) — аргентинський футболіст, що грав на позиції півзахисника, нападника. По завершенні ігрової кар'єри — тренер. Виступав за національну збірну Аргентини.
Чемпіон Аргентини. У складі збірної — чемпіон світу.

## Клубна кар'єра
Вихованець футбольної школи клубу «Бока Хуніорс». Дорослу футбольну кар'єру розпочав 1973 року в основній команді того ж клубу, в якій провів три сезони, взявши участь у 107 матчах чемпіонату. Більшість часу, проведеного у складі «Бока Хуніорс», був основним гравцем команди.
Згодом з 1976 по 1982 рік грав у складі команд клубів «Ельче», «Реал Сарагоса» та «Бока Хуніорс». Протягом цих років виборов титул чемпіона Аргентини.
Своєю грою за останню команду привернув увагу представників тренерського штабу клубу «Естудьянтес», до складу якого приєднався 1982 року. Відіграв за команду з Ла Плати наступні три сезони своєї ігрової кар'єри. Граючи у складі «Естудьянтес» також здебільшого виходив на поле в основному складі команди.
Протягом 1985—1992 років захищав кольори клубів «Мільйонаріос», «Ельче», «Естудьянтес», «Кобрелоа» та «Барселона» (Гуаякіль).
Завершив професійну ігрову кар'єру у клубі «Тальєрес», за команду якого виступав протягом 1992—1993 років.

## Виступи за збірну
1973 року дебютував в офіційних матчах у складі національної збірної Аргентини. Протягом кар'єри у національній команді, яка тривала 14 років, провів у формі головної команди країни лише 27 матчів, забивши один гол.
У складі збірної був учасником чемпіонату світу 1986 року в Мексиці, здобувши того року титул чемпіона світу.

## Кар'єра тренера
Розпочав тренерську кар'єру, повернувшись до футболу після тривалої перерви, 2004 року, очоливши тренерський штаб клубу «Універсітаріо де Депортес».
2012 року став головним тренером молодіжної збірної Аргентини, тренував молодіжну збірну Аргентини U-20 лише один рік.
Протягом тренерської кар'єри також очолював команди клубів «Кобрелоа» та «Сьєнсіано», а також входив до тренерського штабу клубу «Бока Хуніорс».
Наразі останнім місцем тренерської роботи був клуб «Кобрелоа», головним тренером команди якого Марсело Трабіані був протягом 2014 року.

## Досягнення
«Естудьянтес»
- Чемпіон Аргентини: 1982

Збірна Аргентини
- Чемпіон світу: 1986